# Akademia Spraw Wewnętrznych
Akademia Spraw Wewnętrznych (ASW) – działająca w latach 1972–1990 szkoła wyższa Ministerstwa Spraw Wewnętrznych o statusie akademii.

## Historia ASW
Główna siedziba mieściła się w pałacu przy ulicy Ksawerów 13 w Warszawie przejętym po Szkole Departamentu I MSW, do uczelni należał również budynek przy alei Niepodległości 22 w Warszawie oraz kompleks budynków w Świdrze. Na zasadzie użyczenia uczelnia korzystała z części budynków Szkoły Ruchu Drogowego MO w Piasecznie. Część studiów ASW odbywała się w filii w Ośrodku Doskonalenia Kadr Kierowniczych MSW w Łodzi. Epizodycznie takie studia zorganizowano również w Szkole Ruchu Drogowego MO w Piasecznie oraz w Szkole MO w Pile.
Akademia Spraw Wewnętrznych prowadziła studia magisterskie o kierunku prawno-administracyjnym oraz ochrony bezpieczeństwa i porządku publicznego oraz studia podyplomowe, kursy doskonalenia zawodowego oraz studia i kursy specjalne w zakresie ochrony bezpieczeństwa i porządku publicznego, jak również studia doktoranckie na stopień naukowy doktora nauk prawnych w zakresie prawa.
W dniu 30 września 1989 do struktur ASW włączona została kształcąca kadrę SB MSW Wyższa Szkoła Oficerska im. Feliksa Dzierżyńskiego w Legionowie (zamiejscowy „Wydział Bezpieczeństwa Państwa”) oraz Wyższa Szkoła Oficerska im. Franciszka Witolda-Jóźwiaka w Szczytnie (zamiejscowy „Wydział Porządku Publicznego”). W Warszawie funkcjonował nadal Wydział Polityczno-Prawny.
W 1990 pracownicy ASW zostali poddani weryfikacji, co budziło kontrowersje, ponieważ zgodnie z postanowieniem Zarządzenia nr 51/90 Ministra Spraw Wewnętrznych z 25 czerwca 1990 w sprawie oceny byłych funkcjonariuszy Służby Bezpieczeństwa nigdy takimi funkcjonariuszami nie byli, a Instrukcja Przewodniczącego Centralnej Komisji Kwalifikacyjnej z 25 czerwca 1990 za funkcjonariuszy Służby Bezpieczeństwa uznawała – w przypadku ASW – wyłącznie osoby zatrudnione w zamiejscowym Wydziale Bezpieczeństwa Państwa w Legionowie (pkt. 2 lit. „n” cytowanej instrukcji).
Obecnie na mocy ustawy o IPN ASW jest zaliczana do organów bezpieczeństwa państwa Polski Ludowej.

## Komendanci ASW
Komendantami (rektorami) Akademii Spraw Wewnętrznych byli kolejno:
- płk Marian Lipka (19 września 1972 r. – 30 września 1976 r.)
- płk Zenon Trzciński (1 października 1976 r. – 7 grudnia 1980 r.)
- płk/gen. bryg. Tadeusz Walichnowski (8 grudnia 1980 r. – 31 maja 1990 r.)

## Struktura organizacyjna ASW
Struktura organizacyjna ASW w dniu 1 października 1989 r.
Komendant (rektor) Akademii Spraw Wewnętrznych
- Biblioteka Główna
- Zakład Wydawnictw i Pomocy Naukowych
- Oddział Kadr
- Oddział Finansowy
- Samodzielna Sekcja Administracyjno-Gospodarcza
- Grupa Starszych Inspektorów i Dyżurnych
- Sekretariat Ogólny

Komendant (dziekan) Wydziału Polityczno-Prawnego ASW w Warszawie
- Instytut Prawa
  - Zakład Prawa Karnego
  - Zakład Prawa Administracyjnego
  - Zakład Prawa Konstytucyjnego, Międzynarodowego i Prawodawstwa
  - Zakład Prawa Cywilnego
- Instytut Kryminologii i Kryminalistyki
  - Zakład Medycyny Sądowej
  - Zakład Taktyki Kryminalistycznej
  - Zakład Techniki Kryminalistycznej
  - Zakład Kryminologii
  - Zakład Ochrony Interesów Politycznych i Gospodarczych Państwa
- Instytut Nauk Społeczno-Politycznych
  - Zakład Nauki o Polityce
  - Zakład Nauk Społecznych
  - Zakład Pedagogiki i Wychowania
  - Zakład Historii
- Instytut Organizacji i Dowodzenia
  - Zakład Organizacji
  - Zakład Metod i Techniki Dowodzenia
  - Zakład Dowodzenia
- Studium Języków Obcych
- Oddział Planowania i Ewidencji

Komendant (dziekan) Wydziału Bezpieczeństwa Państwa ASW w Legionowie
- Katedra Techniki Kryminalistycznej i Kryminologii
- Katedra Organizacji i Informatyzacji
- Katedra Taktyki Kryminalistycznej
- Katedra Prawa
- Katedra Nauk Społeczno-Politycznych
- Katedra Prewencji i Wyszkolenia Wojskowego
- Studium Języków Obcych
- Biblioteka Wydziałowa
- Studium Zaoczne
- Oddział Polityczno-Wychowawczy
- Samodzielna Sekcja Ogólna
- Obsługa kadrowa, administracyjno-gospodarcza, finansowa i zdrowia

Komendant (dziekan) Wydziału Porządku Publicznego ASW w Szczytnie
- Katedra Techniki Kryminalistycznej i Kryminologii
- Katedra Prawa
- Katedra Taktyki Kryminalistycznej
- Katedra Prewencji i Ruchu Drogowego
- Katedra Nauk Społeczno-Politycznych
- Katedra Organizacji i Wyszkolenia Wojskowego
- Samodzielna Sekcja Informatyki
- Biblioteka Wydziałowa
- Studium Języków Obcych
- Studium Wychowania Fizycznego
- Oddział Polityczno-Wychowawczy
- Sekcja Ogólna
- pododdziały szkolne
- Obsługa kadrowa, administracyjno-gospodarcza, finansowa i zdrowia